# Грудиновка (усадьба)
Усадьба Грудиновка — дворцово-парковый ансамбль XIX века, расположенный в деревне Грудиновка (Быховский район, Республика Беларусь). Принадлежала графам Толстым. Построена в конце XVIII — начале XIX века. В 1963 году грудиновскому парку присвоен статус памятника природы и садово-паркового искусства республиканского значения.

## Описание усадьбы

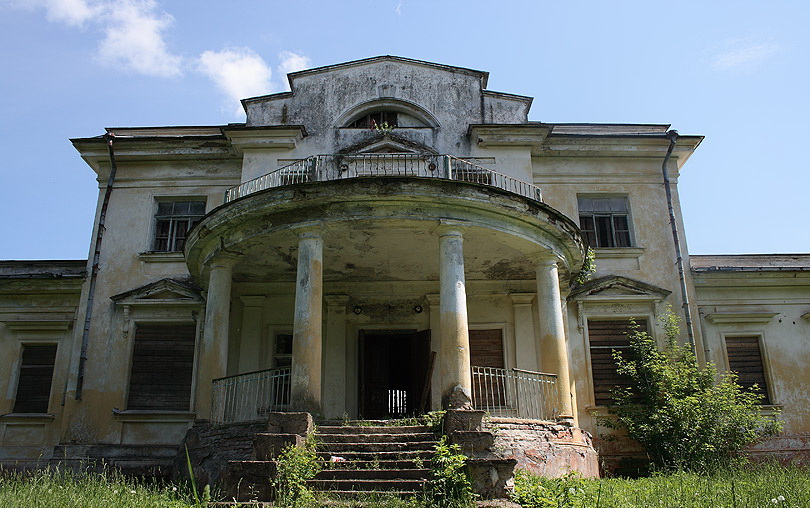
Фронтон усадьбы Грудиновка

Здание усадьбы представляет собой небольшой двухэтажный дворец с куполом (со шпилем), колоннами, парадной лестницей и открытой террасой с видом на парк. К двухэтажному строению примыкают два одноэтажных крыла. Также к двухэтажному строению примыкает полуциркулярная двухэтажная веранда.
Перед усадьбой на площади в 10 гектаров разбит парк в английском стиле. Деревья в парке — дубы, берёзы, сосны, ели, туя, сибирский кедр. Помимо этого, в парке представлено более 40 видов растений. Барский дом расположен у края парка. В центре парка — пруд.

## История усадьбы

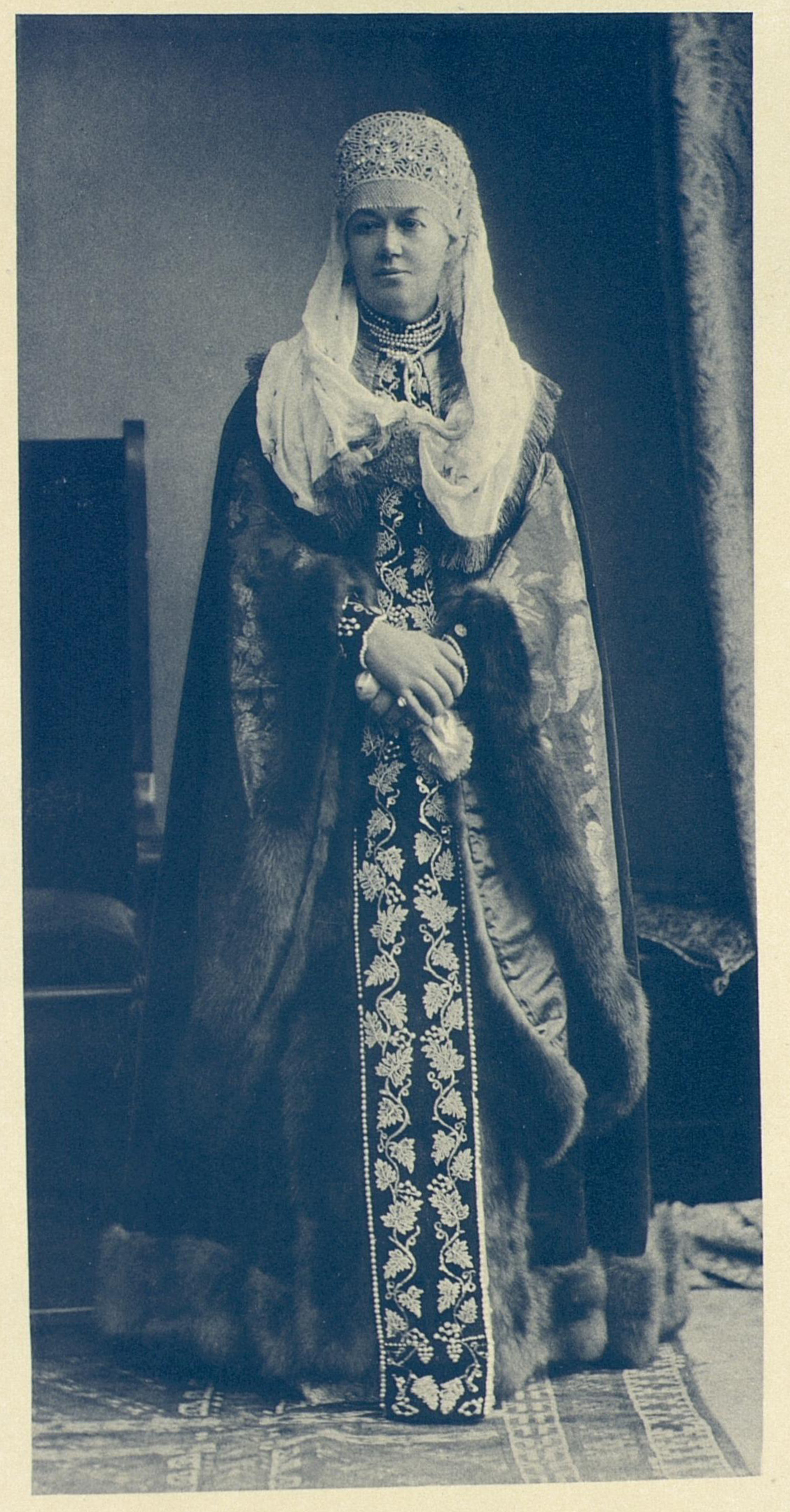
Последняя владелица усадьба

Первым владельцем имения был Дмитрий Александрович Толстой, брат П. А. Толстого. Имение он получил при раздаче белорусских имений от Екатерины II и превратил Грудиновку в цветущую фамильную усадьбу. Во время войны 1812 года, Дмитрий Александрович был могилевским губернатором с 1812 по 1813 г. Погребён он был в грудиновской церкви в 1832 г..
Последней владелицей Грудиновки была графиня Александра Григорьевна Толстая, урождённая княжна Щербатова. Возле Грудиновки в 1899 г. на собственные средства построила Рыжковскую больницу, которая сохранилась до наших дней. В больнице работали лучшие врачи Могилёвской губернии. Графиня Александра Григорьевна оплачивала труд медицинского персонала из собственных сбережений, каждый год приезжала в имение и посещала больницу вместе со своими двумя дочерьми. Новорождённым графиня привозила специальное детское приданое. В 1905 году являлась членом Быховского уездного комитета Красного Креста. Кроме имения в Грудиновке, у неё был дом в Санкт-Петербурге, на улице Моховой. Графиня Александра Григорьевна умерла и была похоронена в Париже в 1925 г..
В Великую Отечественную войну здание усадьбы приспособили под госпиталь. После войны здесь находились средняя школа, детский дом, санаторная школа-интернат для детей, больных ревматизмом.

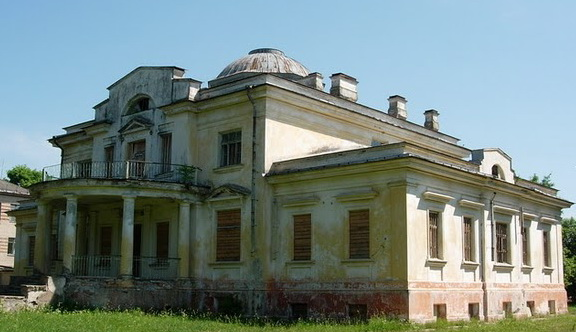
Главный фасад сбоку
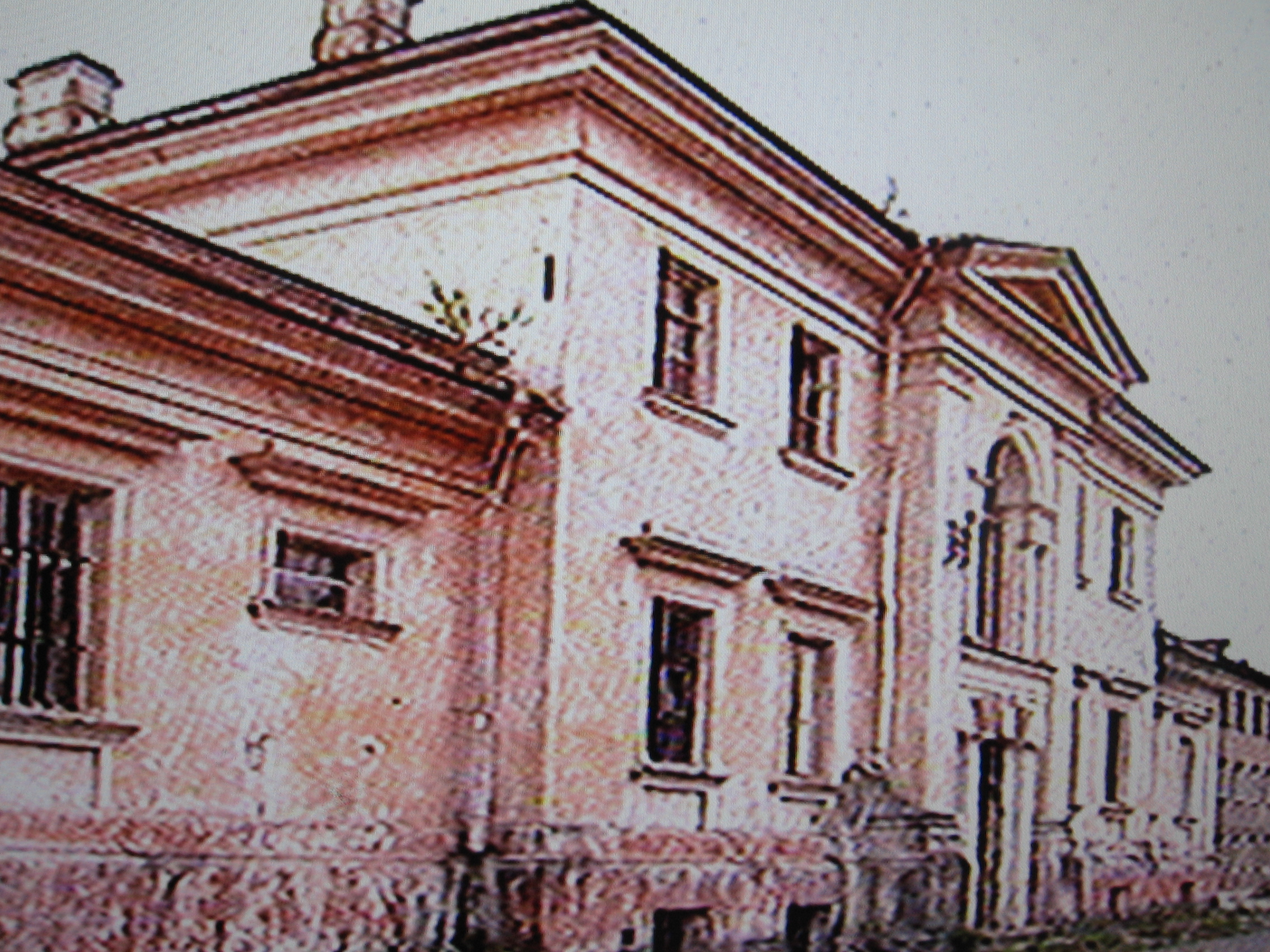
Вид сзади
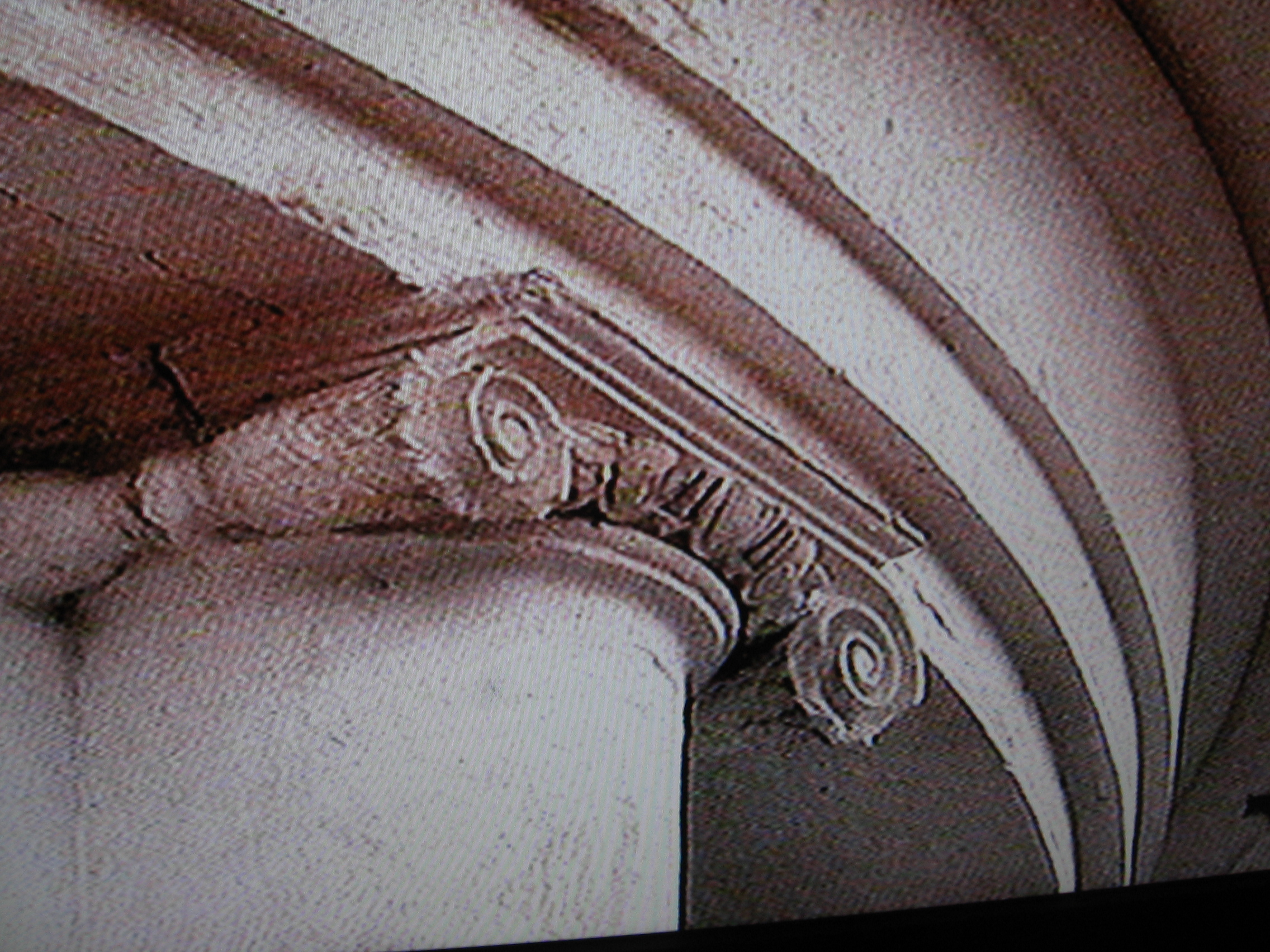
Колонна террасы
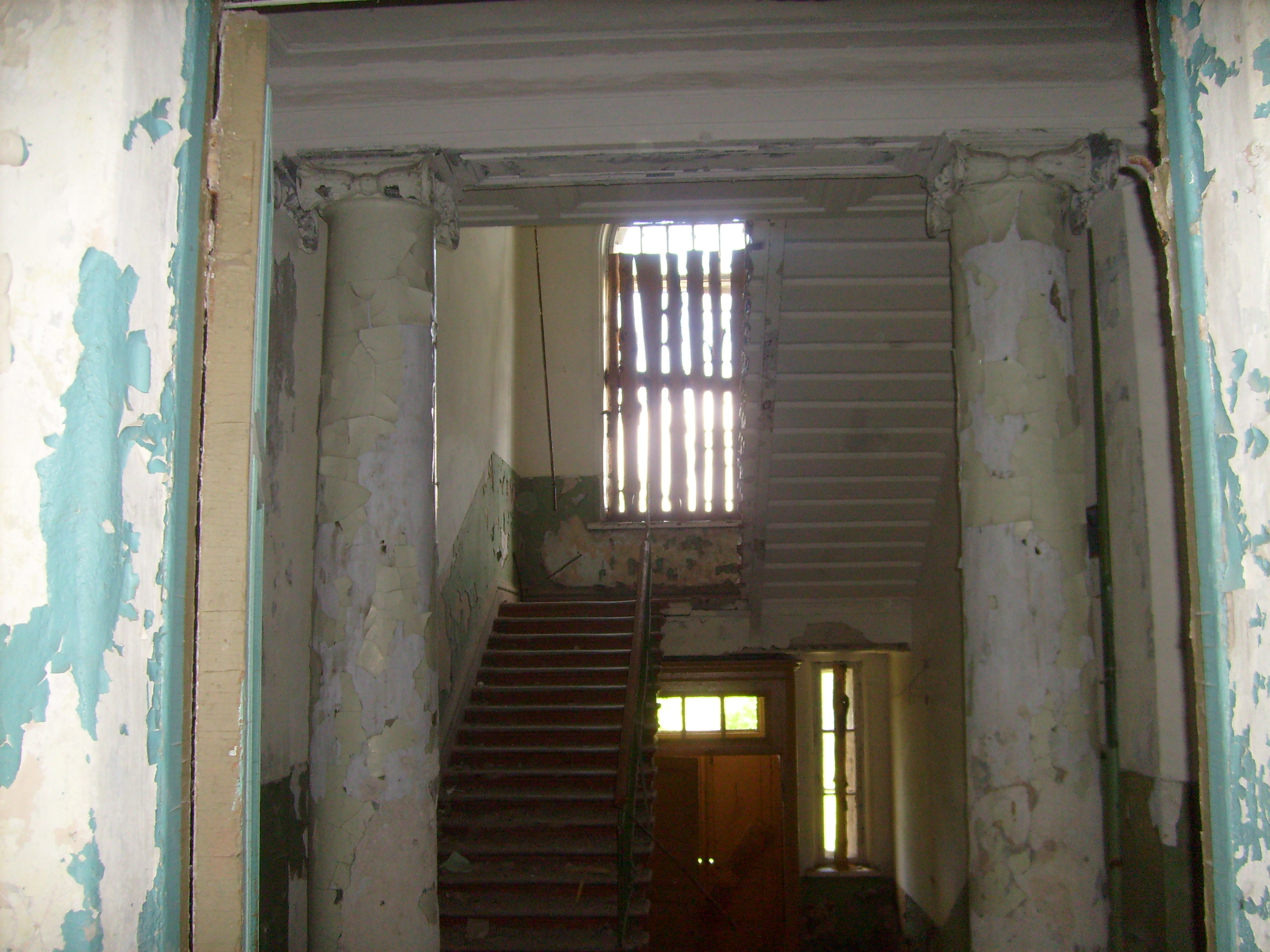
Внутренние помещения
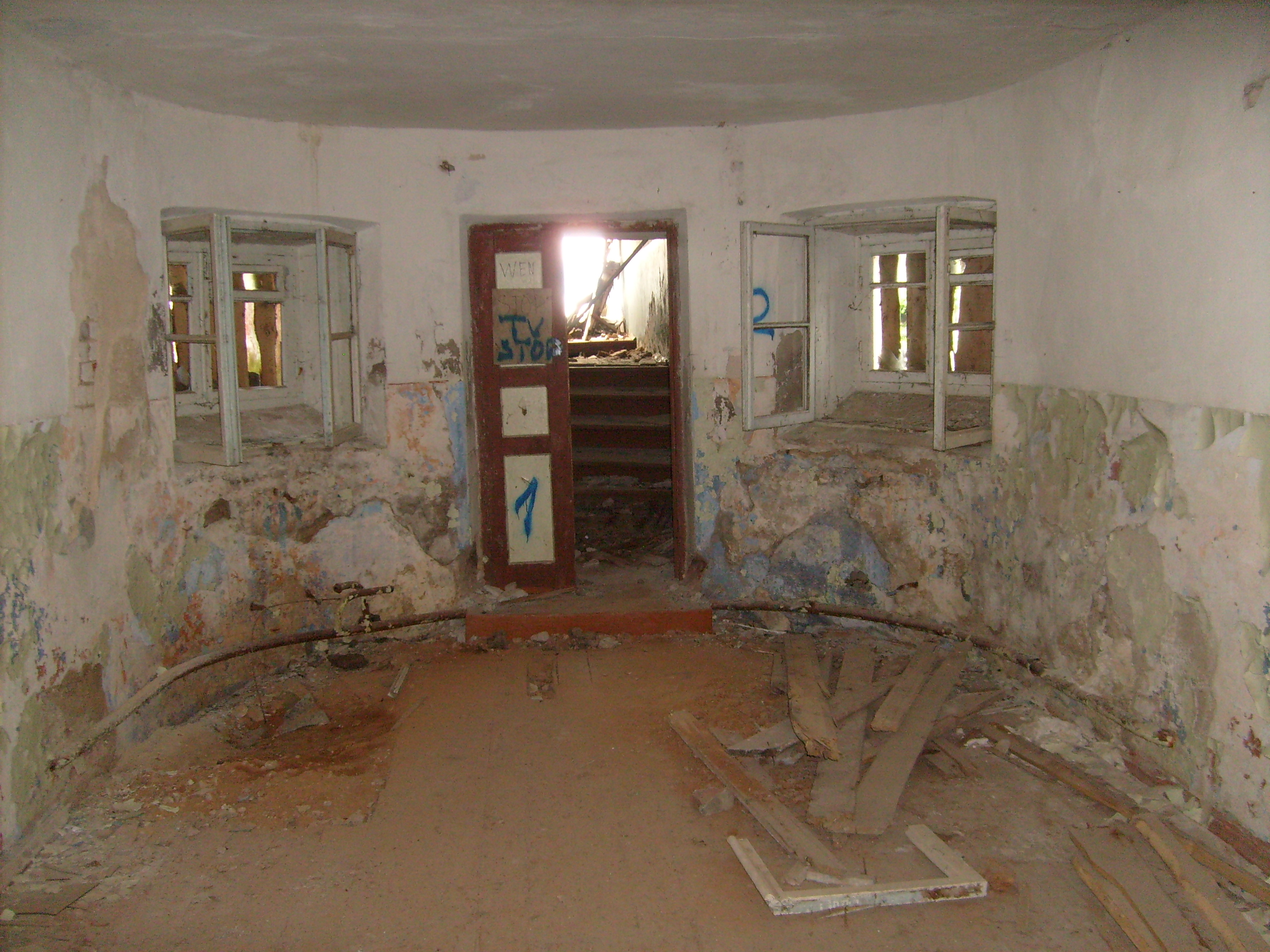
Внутренние помещения
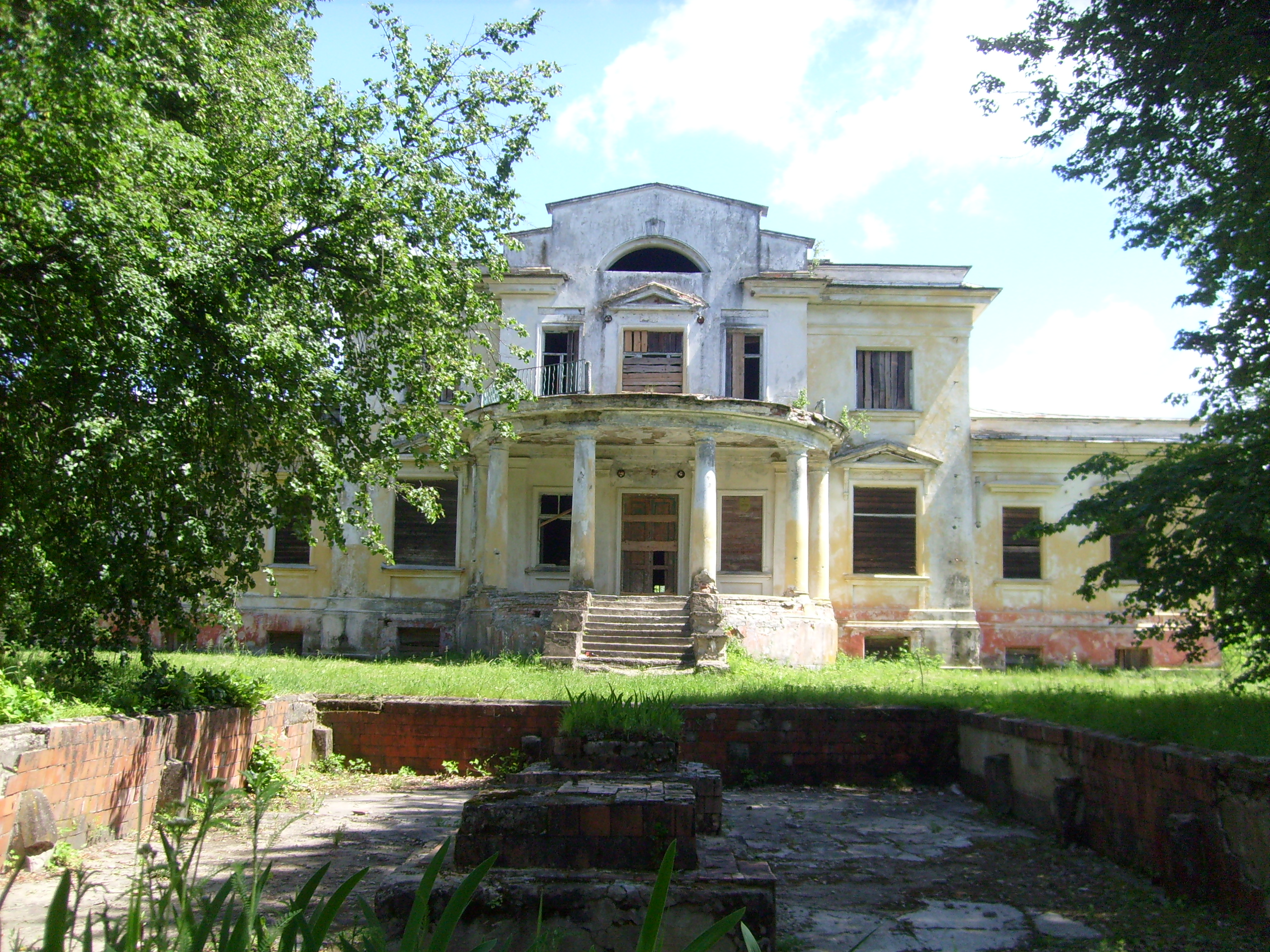
Фасад
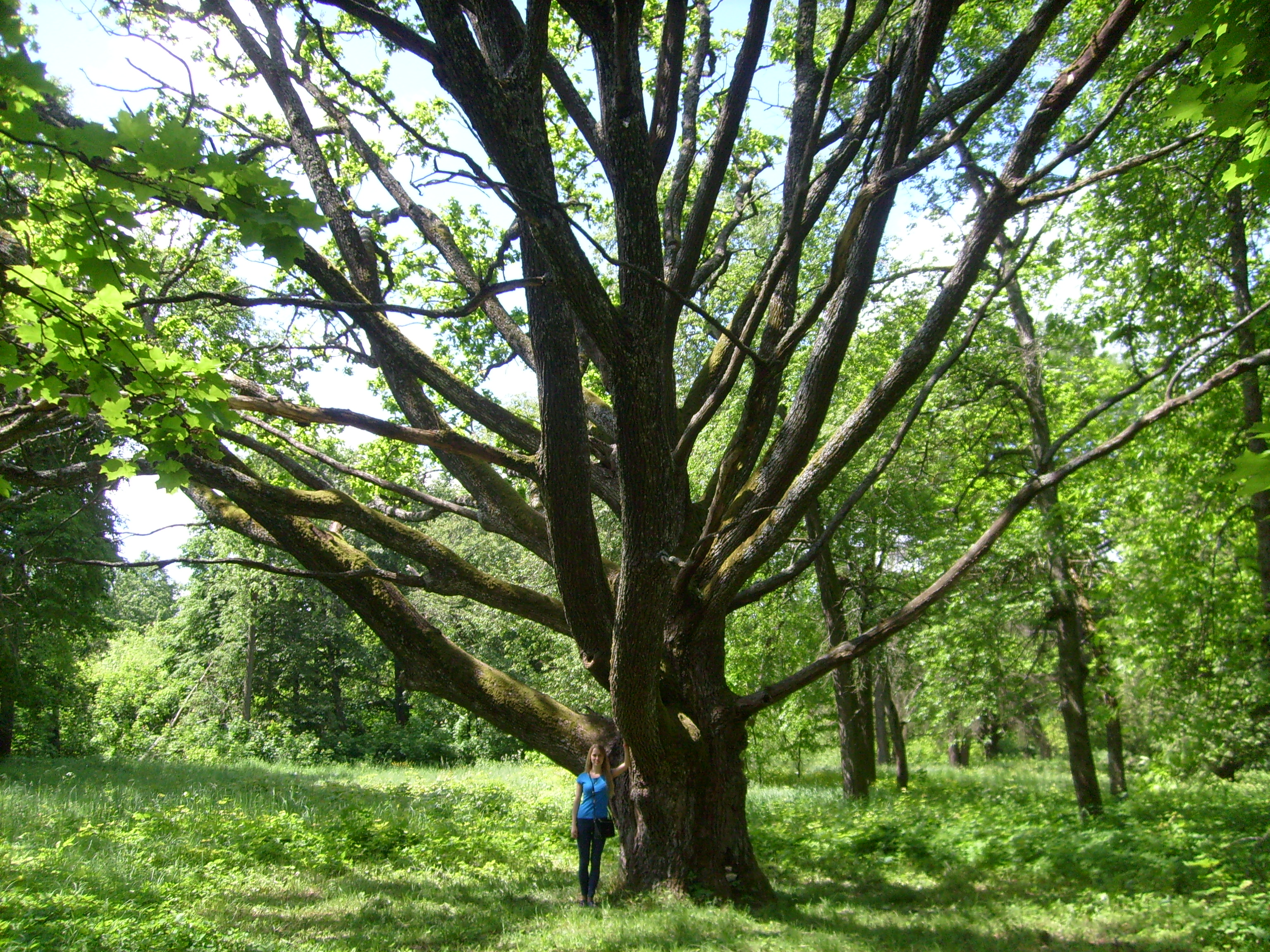
Двухсотлетнее дерево в парке
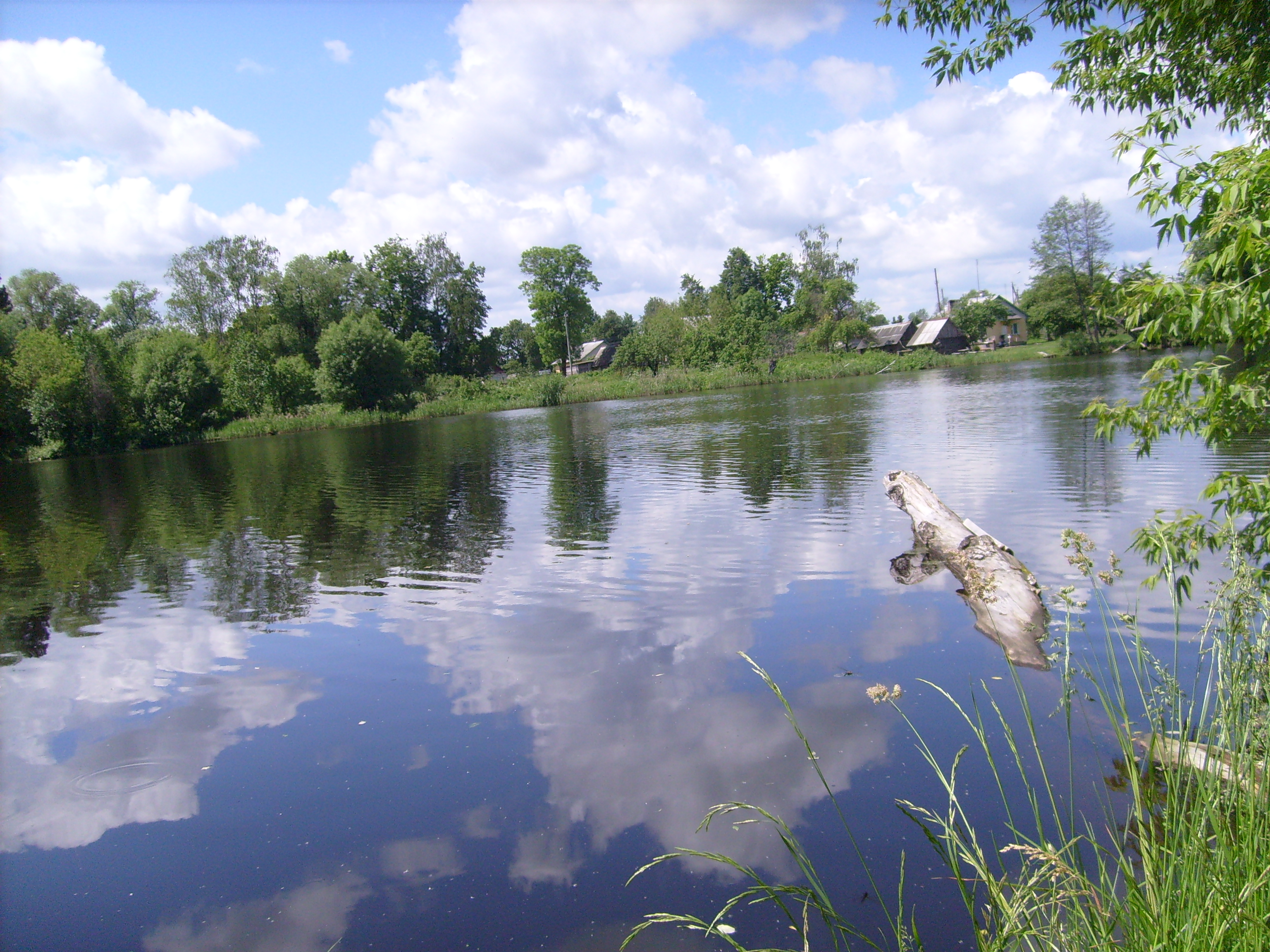
Пруд в парке